# Pape Gningué
Papa Maguette Gningue (* 25. Dezember 1985 in Ngor, Dakar) ist ein senegalesischer Fußballnationalspieler.

## Karriere
Gningue startete seine Karriere in der Jugend des ASC Yeggo Chaden. Im Frühjahr 2003 rückte er aus der Reserve des ASC Yeggo Chaden in das Division 2 team Yeggo Foot Pro auf. Im Januar 2008 unterschrieb Gningue dann einen Vertrag bei Casa Sports in der Ligue 1, wechselte aber bereits im Sommer des gleichen Jahres in die Nigeria Professional Football League zum Sharks FC. Im Frühjahr 2010 kehrte er nach Senegal zurück und unterschrieb ein zweites Mal, beim Casa Sport in Ziguinchor.

### International
Im Januar 2013 wurde Gningue erstmals in die Senegalesische Fußballnationalmannschaft berufen und feierte am 15. Januar 2013 gegen die Chilenische Fußballnationalmannschaft sein A-Länderspieldebüt. Seither ist er Back-up Torhüter für Khadim N’Diaye im Nationalteam.